# Dr. Baumannplein
Het Dr. Baumannplein of Dokter Baumannplein is een nauwelijks herkenbaar plein in Halfweg.

## Ligging en geschiedenis
Het plein begint bij de duiker die de Polanenkade verbindt met het restant van de afgeknepen Haarlemmertrekvaart. Ze eindigt bij de Boezembrug. De naam van het plein werd vastgesteld op 6 april 1946, een vernoeming naar de arts J.P. Baumann die in Halfweg woonde en werkte.
Het plein is historisch gezien een voortzetting van het Kerkplein, vernoemd naar een kerk uit 1852, die te klein werd, maar ook steeds meer een sta in de weg. Zo liepen de tramrails aan beide zijden van de kerk. Het plein was dermate groot dat er kermissen konden worden gehouden voor de deur van de kerk. De kerk ging in 1928/1929 tegen de vlakte, doorgaand verkeer werd belangrijker geacht. Er waren ook plannen de IJsteeg bij het Dr. Baumannplein te betrekken, maar dat stuitte in 1953 op bezwaren, hetgeen nog tot in de gemeenteraad werd behandeld. De IJsteeg is anno 2022 een steeg tussen het Dr. Baumannplein en de straat Dubbele Buurt, in de wijk Dubbele buurt.
Ook bij de hernoeming was het eigenlijk een verbreding in de Haarlemmerweg met een halte van tramlijn Amsterdam – Haarlem – Zandvoort. De tram verdween in 1957, het tramspoor maakte plaats voor een extra strook in de voorheen driestrooks autoweg Amsterdam-Haarlem, die destijds bekend stond als Rijksweg 5. De weg is in 1993 hernummerd naar Rijksweg 200. De drukke weg snijdt het plein doormidden. In 2019-2020 werd het even stil op het Dr. Baumannplein; de N200 werd vernieuwd en verhoogd en de Boezembrug die direct op het plein aansluit werd gesloopt en vervangen door een nieuwe.

## J.P. Baumann
Jacobus Petrus Baumann was op 26 oktober 1898 geboren in Den Burg op Texel. Hij werd na een studie aan de Universiteit van Amsterdam arts in Halfweg en samensteller van Steravit. Tijdens de Tweede Wereldoorlog hield hij er in de ogen van de bezetter illegale activiteiten na (nooit is bekend geworden wat hij deed) en werd op 7 juli 1944 opgepakt. Hij werd ondervraagd door de Sicherheitspolizei in de Amsterdamse Euterpestraat en op 17 augustus 1944 afgevoerd naar Kamp Amersfoort. In oktober 1944 werd hij op transport gezet naar Neuengamme, waar hij op 3 of 4 januari 1945 overleed aan dysenterie. Zijn naam komt voor op de erelijst van gevallenen 1940-1945. Anderhalf jaar later kreeg het plein zijn naam.

## Gebouwen
Het plein heeft haar oneven nummers ten noorden van de rijksweg; de even nummer liggen ten zuiden van de rijksweg. Er staat slechts twee monumenten aan het plein: Dr. Baumannplein 1-3. en Dr. Baumannplein 17-21 in combinatie met bebouwing aan de IJsteeg (huisnummer 1, 2, 3 en 5)

### Dr. Baumannplein 14
Naast de bovengenoemde kerk aan het Kerkplein verrees rond 1911 een klooster (Xaverius klooster in 1935) namens de Ursulinen. Het complex werd steeds verder verbouwd en uitgebreid met onderdak voor het klooster, maar ook naai- en kleuterschool (fröbelschool). Het gebouw bood vanaf 1950 onderdak aan het Anna Kindertehuis, dat in 1981 verouderd en met te weinig kinderen haar deuren sloot. Het gebouw ging rond 1983 tegen de vlakte. Er werd een appartementencomplex gebouwd.

## Duiker Polanenkade
Daar waar het plein overgaat in de Amsterdamsestraatweg is een duiker gepositioneerd. Zij dateert minstens uit de 19e eeuw, want is met "dr" vastgelegd op de militaire kaart van het gebied uit 1876. In 2019/2020 moest zij verstevigd worden vanwege werkzaamheden rond de rijksweg 200.

## Afbeeldingen

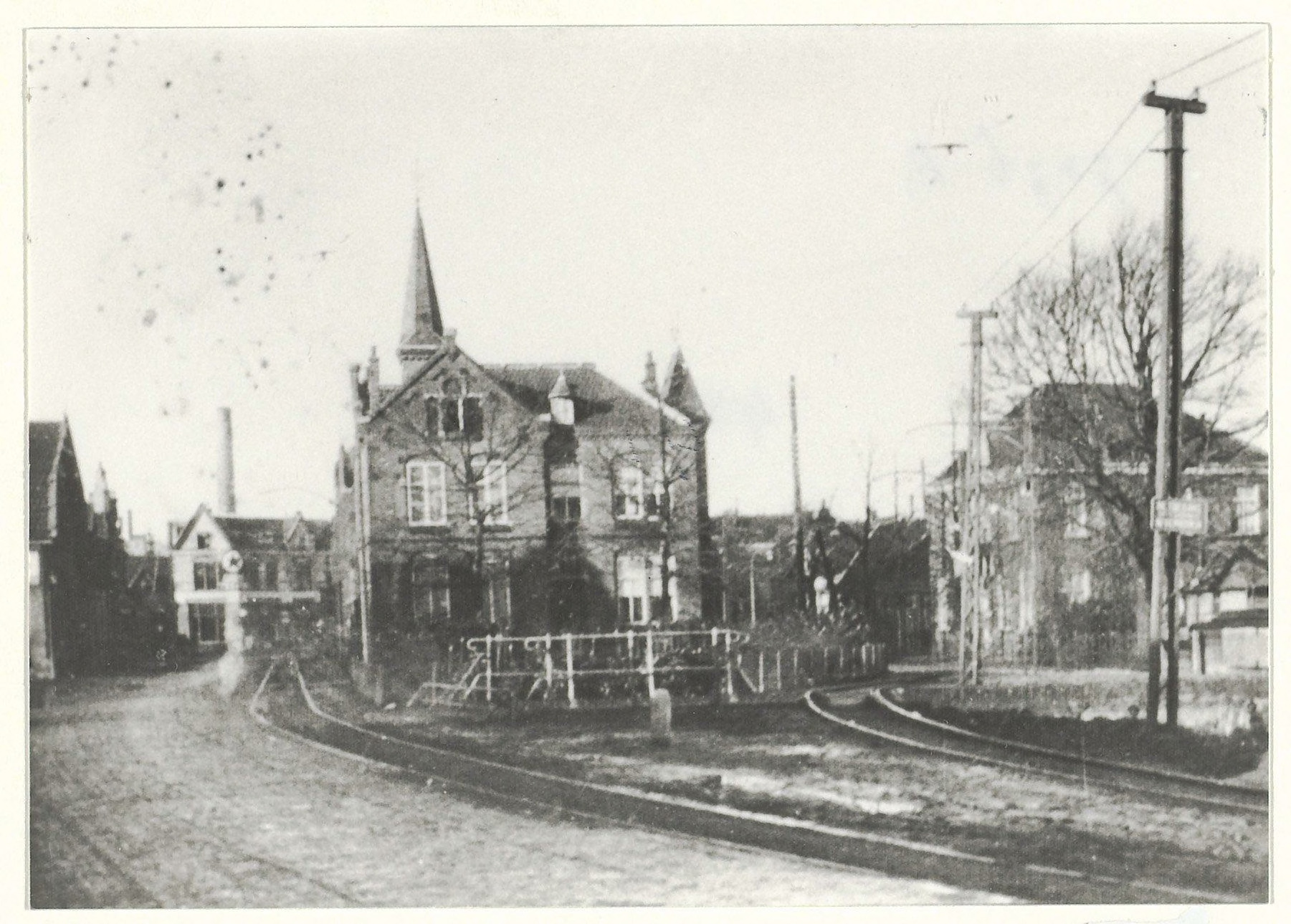
Kerkplein in 1906
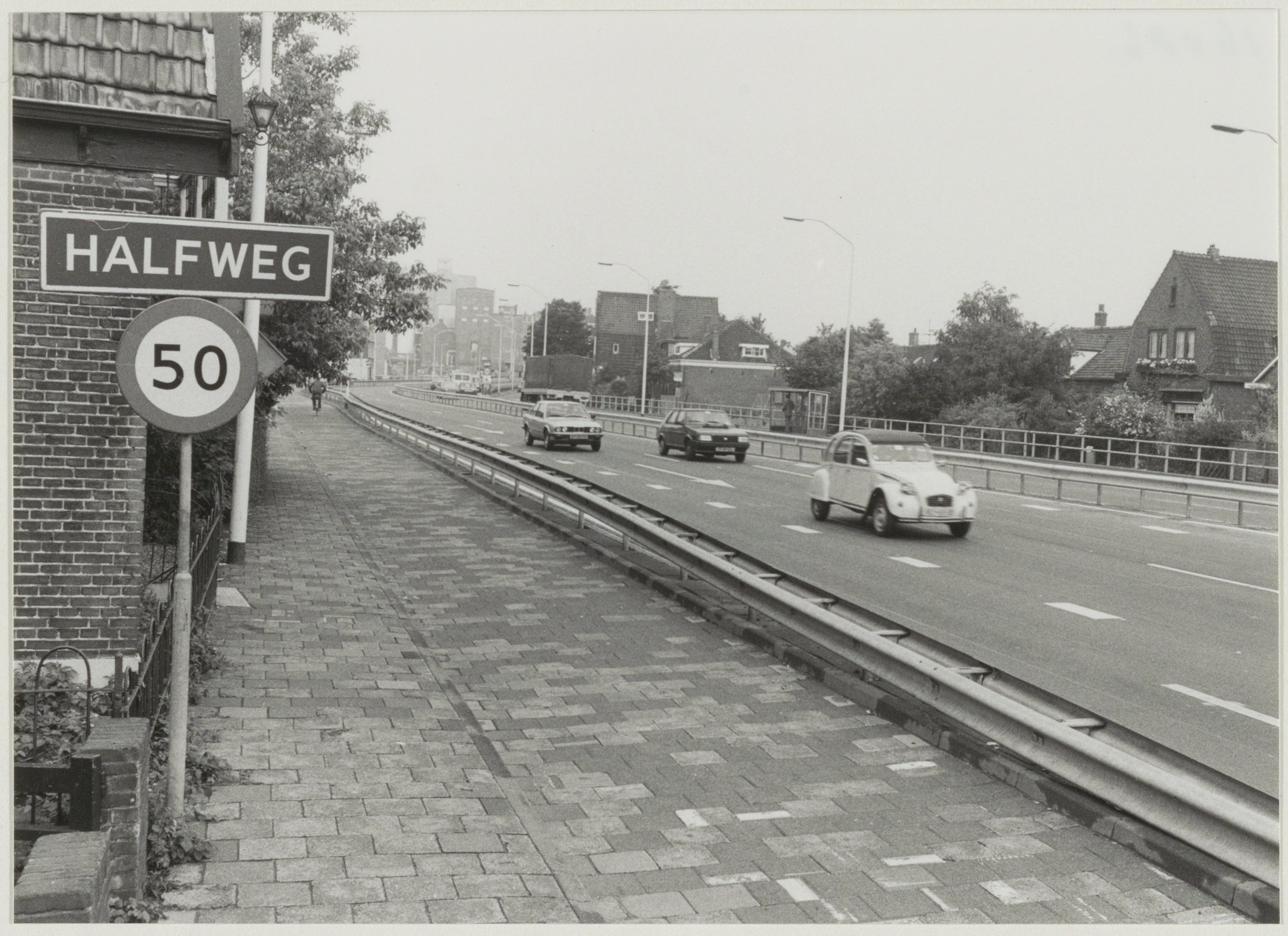
Dr. Baumannplein in 1984
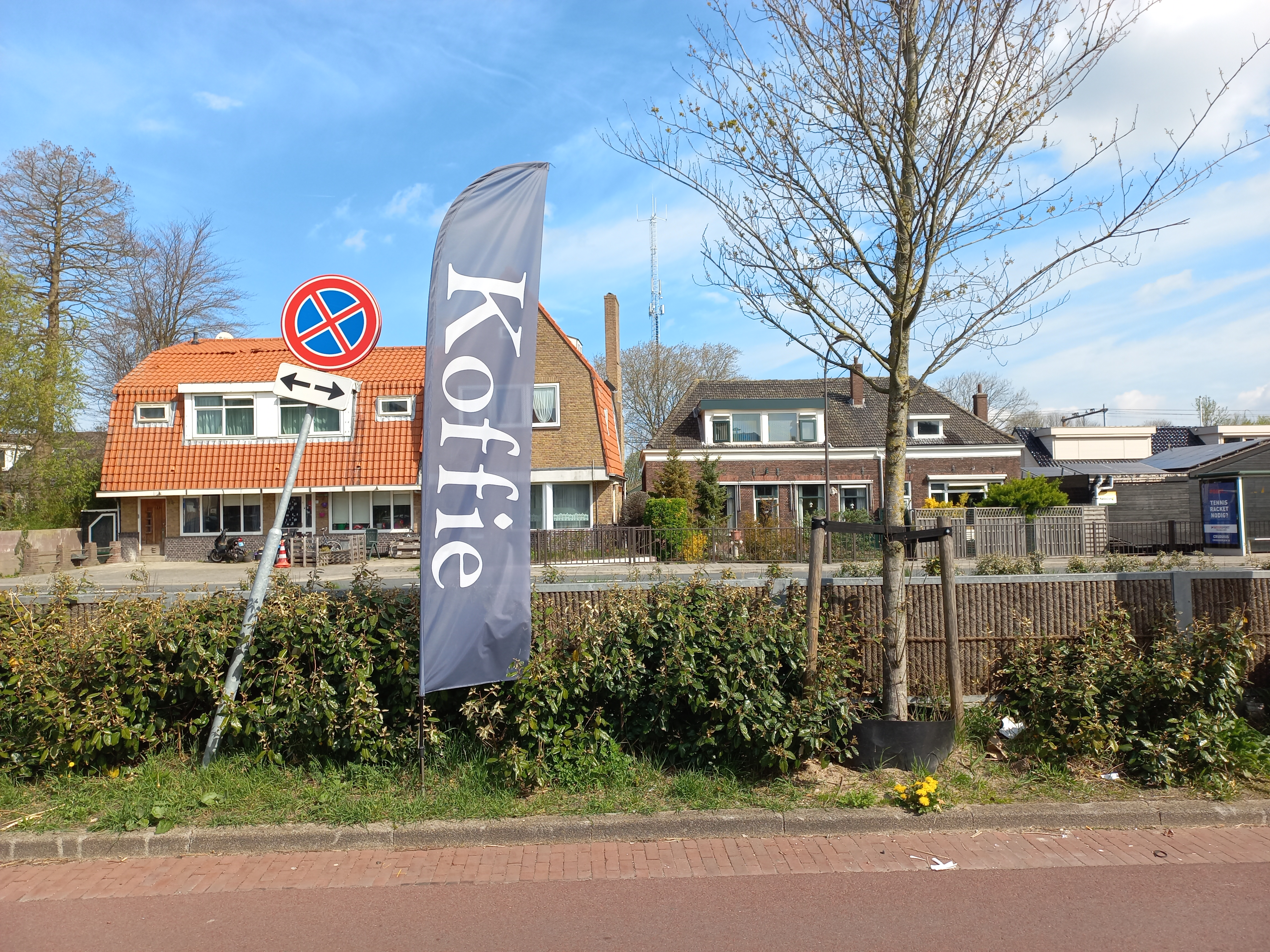
Rechts huisnummer 33-37, links Dubbele Buurt in april 2022
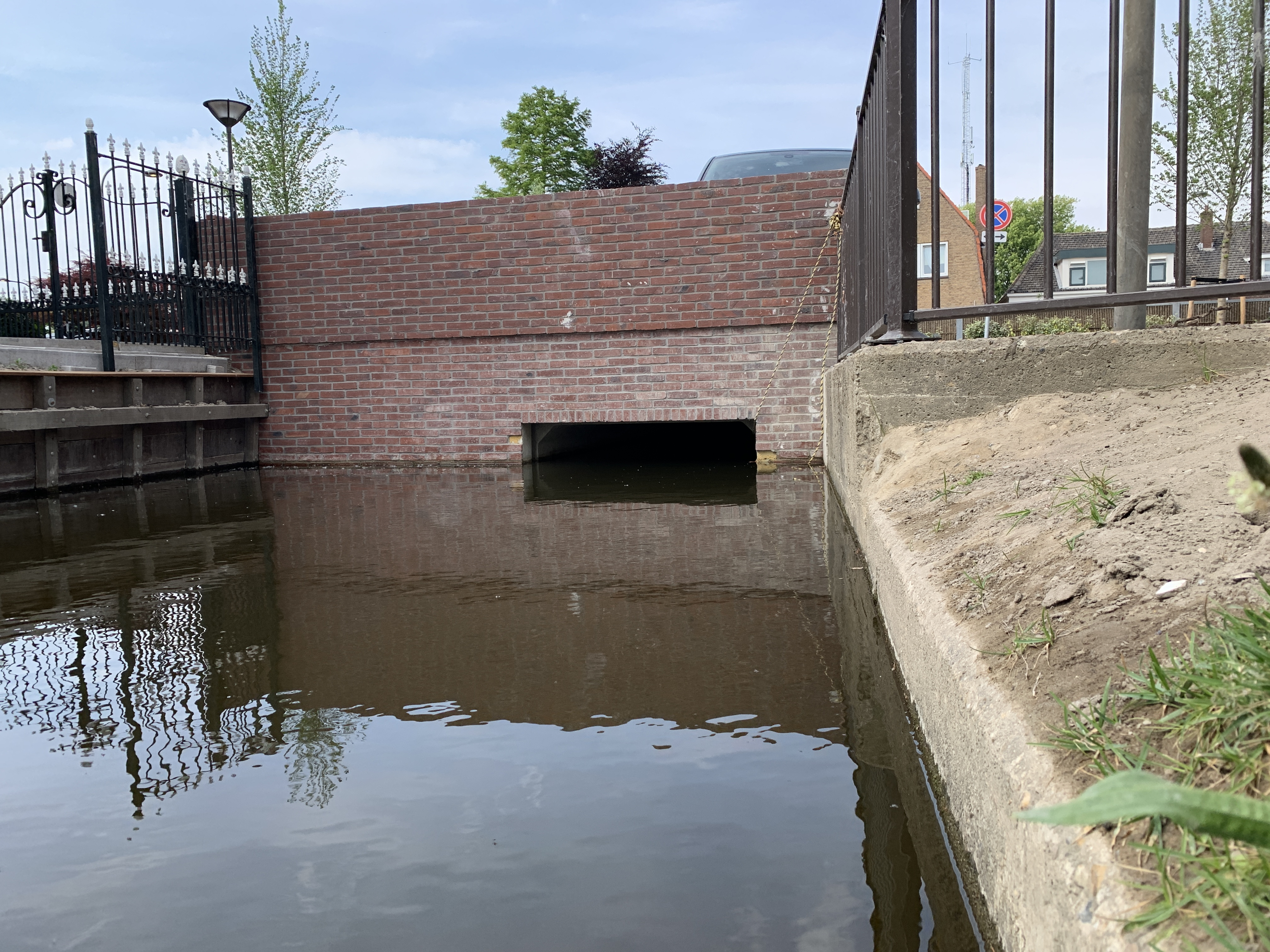
Duiker Polanenkade in 2020